# Oleg Boltin
Oleg Igorevich Boltin (Ridder, 10 febbraio 1993) è un lottatore, specializzato nella lotta libera e wrestler, sotto contratto con la New Japan Pro Wrestling, per cui ha debuttato il 2 aprile 2023.

## Carriera nella lotta libera
E' allenato da Pernibek Belosa.
Si è messo in mostra a livello giovanile ai campionati asiatici junior di Almaty 2012 e Phuket 2013, vincendo rispettivamente il bronzo e l'argento nella categoria dei 120 kg.
In carriera ha partecipato a tre edizioni dei mondiali, esordendo a Nur-Sultan 2019 con il 14º posto. A Oslo 2021 e Belgrado 2022, ha perso per due edizioni consecutive la finale per il bronzo, la prima contro il mongolo Mönkhtöriin Lkhagvagerel e la seconda contro il georgiano Geno Petriashvili.
Ai Giochi asiatici di Giacarta 2018 è stato estromesso ai quarti dal tabellone principale per mano dell'iraniano Parviz Hadi; ai ripescaggi è stato eliminato dall'indiano Sumit Malik.
Ai campionati asiatici di Almaty 2021 ha vinto la medaglia d'oro, superando il kirghiso Aiaal Lazarev in finale; nei turni precedenti aveva sconfitto il mongolo Dorjkhandyn Khüderbulga agli ottavi, l'indiano Sumit Malik ai quarti e l'uzbeko Amirjon Nutfullaev in semifinale.

## Carriera nel wrestling

### Wrestling amatoriale (2017-2022)
Dall'inizio degli anni 2010, Boltin si è formato in Giappone. Nel 2017 è entrato a far parte del Bushiroad Club (ora Team New Japan).
Nel 2020, Boltin ha vinto la medaglia d'oro ai Campionati di wrestling del Kazakistan nella categoria 125 kg. Nella stessa categoria, ha vinto la medaglia d'oro agli Asian Wrestling Championships del 2021. Boltin ha concluso al quinto posto ai Campionati mondiali di wrestling 2021. Nell'ottobre 2022, si è ritirato dal wrestling amatoriale quando ha firmato un contratto con la promozione del wrestling professionistico giapponese New Japan Pro-Wrestling.

### New Japan Pro-Wrestling (2022-presente)
Il 10 ottobre 2022, a NJPW Declaration of Power, Yuji Nagata ha presentato Boltin come futuro wrestler NJPW. Boltin, a sua volta, espresse il desiderio di diventare il più "forte e famoso possibile" e citò The Rock e Brock Lesnar come modelli. Il primo incontro sul ring di Boltin ha avuto luogo il 4 gennaio 2023, a Wrestle Kingdom 17, dove ha avuto un incontro di esibizione di tre minuti contro Ryohei Oiwa nel pre-show. Il match si concluse con un pareggio. Ha fatto il suo debutto definitivo il 2 aprile, nella seconda notte di Road To Sakura Genesis, dove lui, Ryusuke Taguchi e Shota Umino hanno perso contro i TMDK (Zack Saber Jr., Robbie Eagles e Kosei Fujita). Il 28 maggio, al giorno 12 del Best of the Super Juniors 2023, Boltin ha ottenuto la sua prima vittoria quando ha fatto a team con Togi Makabe per sconfiggere Yuto Nakashima e Oskar Leube.